# Zákányi-dombok
A Zákány-őrtilosi-dombok láncolata a Dráva bal partján húzódik mintegy 11 kilométer hosszan Somogy vármegyében, legmagasabb pontja a Szentmihály-hegy, amely 220 méteres tengerszintfeletti magasságával körülbelül 80 méterrel emelkedik a folyó síksága fölé. A kistáj különlegessége, hogy Magyarországon egyedülálló módon a nyugat-balkáni flóratartományhoz tartozik, valamint alacsony magassága ellenére kiterjedt bükkerdőknek ad otthont.

## Elhelyezkedés és domborzat

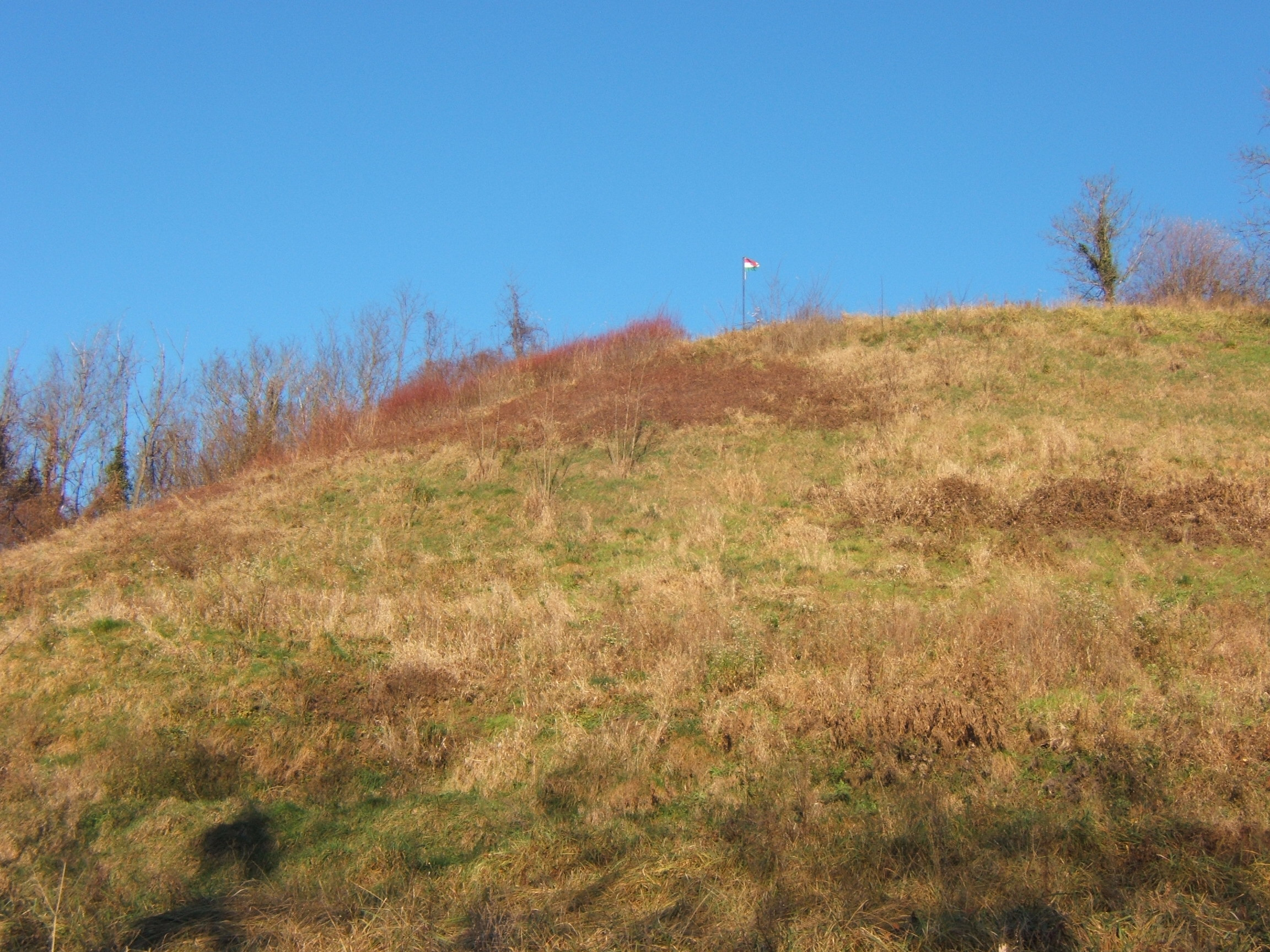
Az 1848-as emlékmű a Festungon

A közvetlenül a horvát határ mentén fekvő kistáj mintegy 1900 lakosa három településen, a dombsor keleti oldalán fekvő Őrtiloson és Zákányfaluban, valamint a délebbre található Zákányban él. A falvak a Csurgói járáshoz tartoznak.
A Zákányi-dombok a Duna-Dráva Nemzeti Park részét képezik, a terület a Natura 2000 hálózaton belül különleges természetmegőrzési terület státusszal rendelkezik. A védelem 270 hektárra terjed ki, elsősorban a magasabb dombok tartoznak ide.
A dombsor alapkőzete elsősorban löszből és homokos löszből épül fel, de  a patakok által kialakított eróziós völgyekben a mélyebb rétegeket alkotó kavicstakaró is előbukkan. A legjellemzőbb talajtípus az agyagbemosódásos barna erdőtalaj. A Murával ezen a helyszínen összefolyó Dráva a Zákányi-dombokkal határolt bal partján végig jellegzetes magaspart emelkedik, amely egészen Heresznyéig húzódik el. A löszfalat jelentős túlzással a „magyar Grand Canyonként” is szokták emlegetni.

## Élővilág
A Zákányi-dombok növényvilágának különlegességét a magyar tudomány 1897-ben ismerte fel, amikor először figyelték meg itt a Magyarország többi részén nem honos komlógyertyán egyedeit. Később több másik, délebbi területekre jellemző növényfajt találtak, ilyenek a hármaslevelű szellőrózsa, a pofók árvacsalán és az európai zergeboglár is. Ezek a kutatások megerősítették azt az elképzelést, hogy a dombság erőteljes iIllír-szubmediterrán jellege miatt az ország összes többi részével ellentétben nem a Pannonicum, hanem a nyugat-balkáni flóratartomány része, az őrtilosi flórajárást alkotja. A Zákányi-dombok flórájának legfontosabb modernkori kutatója Kevey Balázs. A terület kis kiterjedése ellenére a változatos mikrodomborzati viszonyok miatt sokféle növénytársulás alakult ki.
A kistáj klímazonális szempontból a gyertyános-tölgyes zónába tartozik, legnagyobb értékét mégis az extrazonálisan jelenlévő illír jellegű bükkösök jelentik. A bükkerdők 140-180 m tengerszintfeletti magasságon találhatóak, a hűvösebb és párásabb klímájú eróziós völgyekben. Az Őrtilos közelében eredő Visszafolyó-patak mentén egész más a növényvilág, a vízfolyást kísérő tőzeges öntéstalajokon égeres mocsárerdők nőnek. A legnagyobb területű erdőtársulást a gyertyános-tölgyesek alkották, ugyanakkor mivel a könnyebben megközelíthető  helyeket borítják, mára jelentős részük elpusztult és helyüket gyümölcsösök és szőlők vették át. Kevésbé jelentősek a cseres-tölgyes állományok, amelyek 155–210 m magasságban találhatóak meg. Csak kis területen fordulnak elő, de botanikai szempontból szintén jelentősek a szurdokerdők, amelyek a legelzártabb eróziós völgyek meredek, kavicsos lejtőhordalék-talaján nőnek. A zákányi szurdokerdők jellegzetes növényfajtái a bükk mellett a gyertyán, a hegyi juhar, a magas kőris és a borostyán.
A dombság jellegzetes állatfajai többek között a nagy tűzlepke, a nyugati piszedenevér, a vöröshasú unka és a nagy szarvasbogár. A löszfalak gazdag madárvilágnak adnak otthont, fészkelnek itt gyurgyalagok, parti fecskék, seregélyek és jégmadarak is.
A Zákányi-dombok természeti értéit több veszély is fenyegeti, amelyet a nemzeti park státusz nem oldott meg. Komoly károkat okoz az illegális szemétlerakás és erdőírtás, valamint az invazív fajok térhódítása. A legagresszívabb jövevény a fehér akác, amely elpusztítja maga körül az őshonos aljnövényzetet.

## Történet

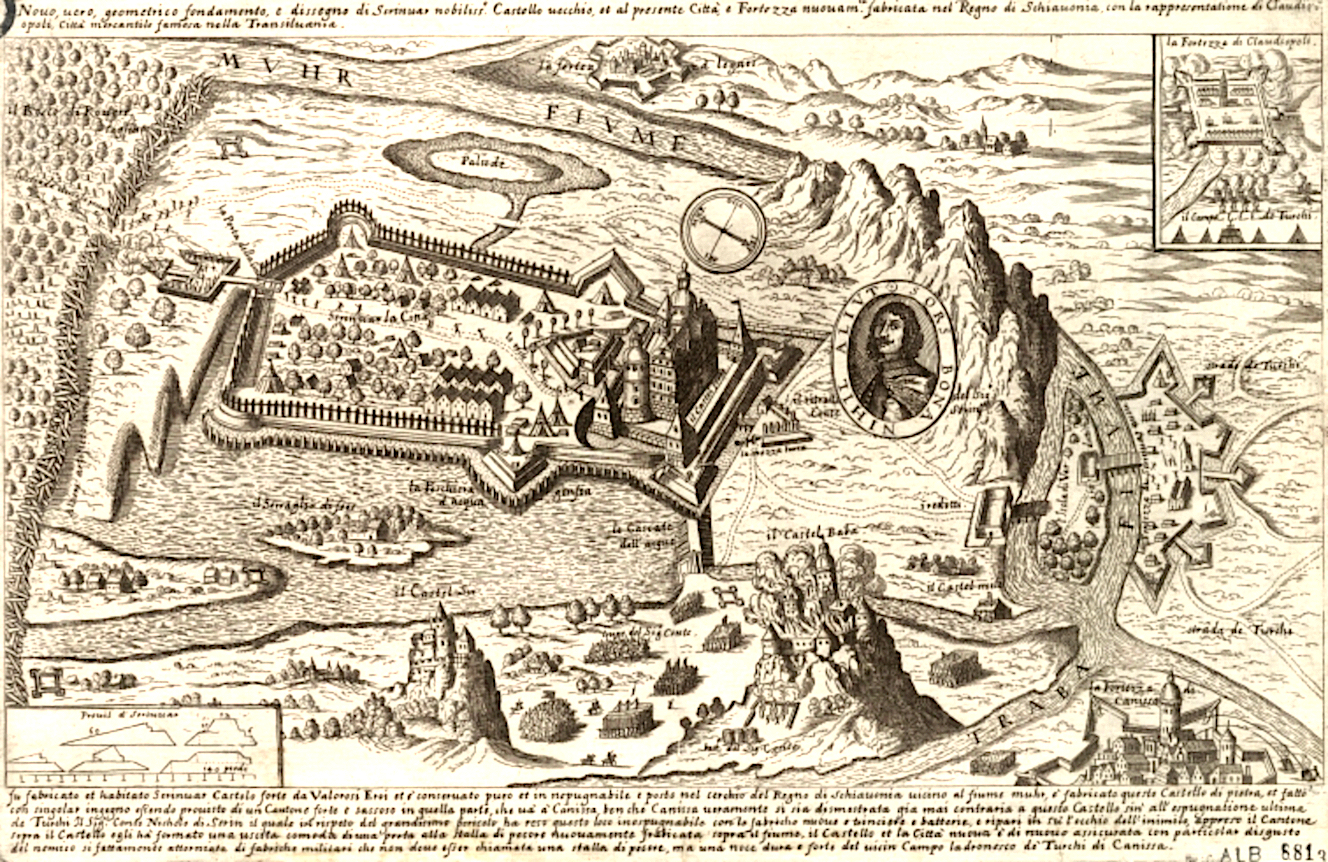
Zrínyiújvár a Zákányi-őrtilosi-dombokkal, 1661-1664

Zákány környéke feltehetően már a római korban is lakott volt, a 19.századi ásatások során pénzérmék és épületmaradványok kerültek elő.
A zákányi vár a déli végvár rendszer egyik kevésbé fontos eleme volt, 1531. november 1-jén Magyarország főnemesei itt gyűltek össze, hogy kidolgozzák az oszmán terjeszkedés elleni stratégiát. Az erődöt védői Szigetvár eleste után elhagyták.
A dombvidék 1661-ben került ismét a figyelem középpontjába, amikor Zrínyi Miklós horvát bán Őrtilos falujától északra a törökökkel kötött békét felrúgva erődítményt épített, hogy biztosítsa Horvátország és a déli osztrák tartományok védelmét. Az Új-Zrínyivárnak nevezett erőd Wassenhoven németalföldi hadmérnök irányításával készült el. 1664-ben egy 60 000 fős török hadsereg Köprülü Ahmed nagyvezír vezetésével megostromolta a várat és mivel a közelben állomásozó Montecuccoli stratégiai okokból nem sietett az erődöt védő Horváth András és 1900 katonája segítségére, az oszmánok bevették az erősséget, megölve a parancsnokot és 1200 emberét. A vereség után a győztes törökök lerombolták Zrínyiújvárat, amely sosem épült fel újra.
Az alapvetően katolikus horvát lakosságú falvakba az 1760-as években indult meg a magyar bevándorlás, de a családnevek továbbra is tükrözik a szomszédos ország hatását. Az etnikai átalakulás ellenére a kapcsolatok továbbra is szorosak maradtak a Dráva túlpartján élőkkel, egyrészt a Zákánynál működő rév révén, másrészt a sokáig légrádi horvát birtokosok tulajdonában álló Szentmihály-hegy miatt.
A Zákányi-dombok kiemelt szerepet játszottak az 1848-49-es szabadságharc kezdeti szakaszában, a Dráva-vonal védelme során, amikor Jellasics horvát seregei 1848 szeptember 14-én Őrtilosnál átkeltek a Dráván és megtámadták Magyarországot. A védelmet a honvédsereg drávai hadtestének parancsnoka, Perczel Mór szervezte meg, a legmagasabb dombon, a Szentmihály-hegyen ütegállásokat állítottak fel, az erőd a Festung nevet kapta. A túlerő ellen harcoló magyarok ideiglenesen fel tudták tartóztatni a támadókat, időt nyerve a kormánynak a felkészülésre. A csata helyszínén ma is láthatók a sáncok maradványai és a helyiek egy emlékművet is állítottak a honvédeknek.
A kistáj híres borászatáról, a zákányi bor mint fogalom már Csokonai Vitéz Mihály vígeposzában, a Dorottyában is megjelent.